# Oiticicastnia erycina
Oiticicastnia erycina is een vlinder uit de familie Castniidae. De wetenschappelijke naam van de soort is, als Castnia erycina, voor het eerst geldig gepubliceerd in 1881 door John Obadiah Westwood. De soort werd door Lamas in 1995 als enige in het door hem benoemde geslacht Oiticicastnia geplaatst.
De soort komt voor in het Neotropisch gebied.

## Andere combinaties
- Castnia erycina Westwood, 1881
- Tosxampila erycina (Westwood, 1881)

## Synoniemen
- Castnia hyperbius Westwood, 1881 nomen nudum
- Castnia pelopioides Houlbert, 1917